# Nicolás Maza
Nicolás Maza (Pergamino, Buenos Aires, Argentina, 27 de mayo de 1997) es un futbolista argentino que juega de arquero. Actualmente juega en el Central Norte de Salta del Torneo Federal A (tercera división de Argentina).

## Biografía
Nació en Pergamino, pcia. de Buenos Aires. Jugó toda su infancia en el club Sirio Libanés de la ciudad, luego se fue a Racing Club de Avellaneda a continuar su juventud deportiva y a seguir creciendo futbolísticamente, para volver en 2013 con 16 años al club Douglas Haig, donde terminaría debutando por la última fecha del campeonato 2017 de B Nacional en la derrota 0-1 frente a Juventud Unida de Gualeguaychú.

## Clubes
| Club                   | País      | Año         |
| ---------------------- | --------- | ----------- |
| Douglas Haig           | Argentina | 2017 - 2021 |
| Central Norte de Salta | Argentina | 2021 -      |